# Тікіляйнен Петро Абрамович
Петро Абрамович Тікіляйнен (1921—1941) — молодший сержант, Герой Радянського Союзу.

## Біографія
Народився 3 серпня 1921 року в селі Марково Бегуницької волості Петергофського повіту в родині селянина, інгерманландець.
У 1939 році після закінчення школи в селі Красна Миза призваний в Червону армію. Брав участь у Радянсько-фінській війні (рядовий з'єднання 71-ї стрілецької дивізії).
У 1941 році навчався в польовій школі молодших командирів.
Під час Другої світової війни — командир відділення 52-го стрілецького полку 71-ї стрілецької дивізії 7-ї армії. Не раз проникав в розташування ворога з метою розвідки.
28 липня 1941 року в районі Рістісалмі протягом дня відділення під його командуванням героїчно стримувало запеклий наступ противника, не пропускаючи його на дорозі, що веде через Вохтозеро і Спаську Губу на Петрозаводськ. Коли закінчилися гранати, Петро Тікіляйнен підняв бійців відділення в рукопашну атаку контратаку. В цьому бою молодший сержант Петро Тікіляйнен загинув.
Похований у військовій Братській могилі в місті Суоярві Республіки Карелія.

## Родина
Мати — Ганна Степанівна Тікіляйнен, після війни проживала в Ленінграді.

## Пам'ять
- У 1966 році на могилі в Суоярві встановлено погруддя.
- У містах Петрозаводськ і Суоярві ім'ям героя названі вулиці.
- У середній школі села Красна Миза встановлена меморіальна дошка.
- В селі Марково на будинку, де жив Тікіляйнен, встановлена пам'ятна дошка.
- Ім'я Тікіляйнена носив рибальський траулер «Петро Тікіляйнен», приписаний до порту Мурманськ.
- Портрет Петра Тікіляйнена встановлений в монументальній портретній Галереї Героїв, відкритій в 1977 році в місті Петрозаводську.
- Біля озера Толваярві в Суоярвському районі встановлено пам'ятник на місці загибелі Петра Тікіляйнена.

## Нагороди
- Указом Президії Верховної Ради СРСР від 20 листопада 1941 року посмертно присвоєно звання Героя Радянського Союзу.
- Нагороджений орденом Леніна.